# یدالله رحمانی (سیاستمدار)
یدالله رحمانی (زاده ۱۳۴۳ شیراز) سیاستمدار ایرانی است که از شهریور ۱۴۰۳ به‌عنوان‌ استاندار کهگیلویه و بویراحمد در دولت چهاردهم فعالیت می‌کند.
او در دولت دوازدهم سرپرستی استانداری فارس را برعهده داشت. وی دارای کارشناسی ارشد در رشته اقتصاد و اصالتا ترک قشقایی است.